# Chenār (ort i Iran)
Chenār (persiska: چنار, Chenār Rūdkhān, Chēnar) är en ort i Iran.   Den ligger i provinsen Gilan, i den nordvästra delen av landet, 230 km nordväst om huvudstaden Teheran. Chenār ligger 196 meter över havet och antalet invånare är 481.
Terrängen runt Chenār är varierad.Runt Chenār är det tätbefolkat, med 319 invånare per kvadratkilometer. Närmaste större samhälle är Shaft, 14,0 km norr om Chenār. I omgivningarna runt Chenār växer i huvudsak blandskog.